# 中甸山楂
中甸山楂（学名：Crataegus chungtienensis）是蔷薇科山楂属的植物，为中国的特有植物。分布于中国大陆的云南等地，生长于海拔2,500米至3,500米的地区，一般生长在山溪边杂木林及灌木丛中，目前尚未由人工引种栽培。
其种加词“chungtienensis”意为“中甸（云南省迪庆藏族自治州香格里拉市）的”。